# Tour du Limousin 1985
La 18e édition du Tour du Limousin s'est déroulée du 22 au 25 août 1985, et a vu s'imposer le Français Thierry Marie.

## Classements des étapes
| Étape     | Date    | Villes étapes    | Vainqueur d'étape     | Équipe        | Leader du classement général | Équipe        |
| 1re étape | 22 août | Limoges - Brive  | Marc Gomez            | La Vie claire | Marc Gomez                   | La Vie claire |
| 2e étape  | 23 août | Brive - Ussel    | Jean-François Bernard | La Vie claire | Marc Gomez                   | La Vie claire |
| 3e étape  | 24 août | Ussel - Guéret   | Francis Castaing      | Peugeot       | Thierry Marie                | Renault       |
| 4e étape  | 25 août | Guéret - Limoges | Dominique Arnaud      | La Vie claire | Thierry Marie                | Renault       |

## Classement final
| 1.  | Thierry Marie         | Renault       |
| 2.  | Beno Wiss             | La Vie claire |
| 3.  | Jean-Claude Garde     | Skil          |
| 4.  | Guy Gallopin          | Skil          |
| 5.  | Nico Emonds           | Fagor         |
| 6.  | Didier Garcia         | Peugeot       |
| 7.  | Régis Clère           | Peugeot       |
| 8.  | Charly Mottet         | Renault       |
| 9.  | Dominique Arnaud      | La Vie claire |
| 10. | Jean-François Bernard | La Vie claire |